# 奧里韋西湖
62°16′N 29°24′E / 62.267°N 29.400°E
奧里韋西湖（芬蘭語：Orivesi）是芬蘭的湖泊，由南薩沃區和北卡累利阿區負責管轄，面積601.3平方公里，是該國第七大湖泊，海拔高度75.9米，平均水深9.16米，最大水深74米。